# Enånger
Enånger è un'area urbana della Svezia situata nel comune di Hudiksvall, contea di Gävleborg.
La popolazione rilevata nel censimento 2010 era di 642 abitanti .